# James Robinson (cestista 1994)
James Robinson (Mitchellville, 4 marzo 1994) è un cestista statunitense, professionista in Europa.

## Palmarès
- Campionato bosniaco: 1

Igokea: 2016-17
- Coppa di Bosnia ed Erzegovina: 1

Igokea: 2017